# Seznam slovenských hráčů v NHL v sezóně 1996/1997
Seznam slovenských hráčů v NHL v sezóně 1996/1997 uvádí slovenské hokejisty, kteří v této sezóně hráli za některý tým v kanadsko-americké NHL.

| Tým                 | Věk | Hráč              | Post | Počet zápasů ZČ | Branky ZČ | Asistence ZČ | Body ZČ | Počet zápasů v play off | Branky v play off | Asistence v play off | Body v play off |
| ------------------- | --- | ----------------- | ---- | --------------- | --------- | ------------ | ------- | ----------------------- | ----------------- | -------------------- | --------------- |
| New York Islanders  | 24  | Žigmund Pálffy    | F    | 80              | 48        | 42           | 90      | Ne                      |                   |                      |                 |
| Washington Capitals | 28  | Peter Bondra      | F    | 77              | 46        | 31           | 77      | Ne                      |                   |                      |                 |
| Boston Bruins       | 24  | Jozef Stümpel     | F    | 78              | 21        | 55           | 76      | Ne                      |                   |                      |                 |
| Florida Panthers    | 27  | Róbert Švehla     | D    | 82              | 13        | 32           | 45      | 5                       | 1                 | 4                    | 5               |
| Boston Bruins       | 22  | Miroslav Šatan    | F    | 76              | 25        | 13           | 38      | 7                       | 0                 | 0                    | 0               |
| St. Louis Blues     | 23  | Róbert Petrovický | F    | 44              | 7         | 12           | 19      | 2                       | 0                 | 0                    | 0               |
| St. Louis Blues     | 22  | Pavol Demitra     | F    | 8               | 3         | 0            | 3       | 6                       | 1                 | 3                    | 4               |
| Washington Capitals | 20  | Richard Zedník    | F    | 11              | 2         | 1            | 3       | Ne                      |                   |                      |                 |

- F = Útočník
- D = Obránce